# Lawan
Lawan (nep. लावन) – gaun wikas samiti w zachodniej części Nepalu w strefie Karnali w dystrykcie Dolpa. Według nepalskiego spisu powszechnego z 2001 roku liczył on 324 gospodarstw domowych i 1418 mieszkańców (752 kobiet i 666 mężczyzn).